# 潘崇彻
潘崇彻，南汉大臣。咸宁县（今广州）人。南汉高祖刘龑时代，为内侍省局丞。喜读兵书，中宗乾和年间，曾为南汉攻取郴州。后中宗命大将吴怀恩攻取桂州，攻下后命潘崇彻代替吴怀恩驻守。后主刘鋹即位后，升潘崇彻为西北面都统。一年多后，刘鋹对潘崇彻颇有怀疑，便派遣薛崇誉前往其军中考察。薛崇誉回到广州，报告潘崇彻每天让八百多位伶人“衣锦绣，吹玉笛，为长夜之饮”，不理军政。刘鋹大怒，将潘崇彻召归并夺去兵权，崇彻自此郁郁寡欢。后宋军南征，刘鋹复召崇彻为内太师、马步军都统，领兵五万防守贺江，后者不愿效命，一心拥兵自保。不久，宋将潘美攻克英州、雄州，崇彻遂率部投降。宋太祖赵匡胤特赦了潘崇彻，任命其为汝州别驾，不久去世。